# Искусственная поджелудочная железа
Искусственная поджелудочная железа — представляет собой технологическое устройство, предназначенное помочь людям с диабетом, в первую очередь, автоматически и непрерывно контролировать их уровень глюкозы в крови, обеспечивая заменитель эндокринной функциональности здоровой поджелудочной железы.
Эндокринная функциональность поджелудочной железы обеспечивается островковыми клетками, которые продуцируют гормоны инсулин и глюкагон. Технология искусственного поджелудочной железы имитирует выделение этих гормонов в кровоток в ответ на изменение уровня глюкозы в крови. Поддержание сбалансированного уровня сахара в крови имеет решающее значение для работы мозга, печени и почек. Следовательно, для пациентов типа 1 необходимо, чтобы уровни были сбалансированными, когда организм сам не может вырабатывать инсулин.
Искусственная поджелудочная железа — это широкий термин для различных биоинженерных решений. Рассматриваются различные биоинженерные подходы:
- физиологический подход, разработка лечения спроектированными стволовыми клетками, с интеграцией в тело, чтобы обеспечить функциональное регулирование содержания глюкозы в крови.
- медицинское оборудование — использование инсулиновой помпы с оперативным контролем уровня глюкозы в крови.